# Ptichodis
Ptichodis é um gênero de traça pertencente à família Arctiidae.